# Jean-Louis Cardahi
Jean-Louis Cardahi, né à Byblos en 1962, est un homme politique et un homme d'affaires libanais.

## Biographie

### Débuts
Diplômé de l’École polytechnique fédérale de Lausanne en 1986 (EPFL), il mène une carrière professionnelle au Liban et en France.  Il est élu en 1998 maire de Byblos-Jbeil, et président de la Fédération des municipalités du caza de Jbeil la même année.

### Carrière politique
Proche du Président de la république Émile Lahoud et de Bachar el Assad tout comme Lahoud lui-même, il est nommé, par ordre d'Assad, ministre des Télécommunications en novembre 2000 au sein du gouvernement de Rafiq Hariri. Il est renouvelé dans ses fonctions dans le deuxième gouvernement Hariri en octobre 2002. Il est renommé une troisième fois au même poste de ministre des télécommunications en octobre 2004 lors de la formation du gouvernement de Omar Karamé. Il reste à ce poste jusqu’en avril 2005.
C’est grâce à lui que le secteur des télécommunications au Liban est restructuré, échappe à la mainmise des groupes d’intérêt locaux, que la loi de libéralisation, régulation et privatisation du secteur est votée au parlement, et que le secteur devient le deuxième pilier des finances publiques après la TVA.
Il se présente aux élections législatives de mai 2005 comme candidat au siège maronite du caza de Jbeil dirigeant une troisième liste hors de la polarisation des listes 8 mars et 14 mars. Sa liste indépendante  remporta 14,2 % des voix, derrière la liste du 8 mars allie au courant de Michel Aoun(55 % et 60,5 %) et la liste des forces de l'Alliance du 14 mars (32,6 % et 29,9 %).
En 2010 il mène une liste aux élections municipales de Jbeil-Byblos, allié au courant de Michel Aoun contre la liste soutenue par le président de la république Michel Sleiman. Cette liste échoue avec 46 % des voix. Il reste la principale figure politique indépendante de la région de Jbeil, où sa famille a été active en politique depuis les années cinquante. En effet c’est grâce à l’initiative et les efforts de son père, l’ingénieur Louis Cardahi, que la première école secondaire du caza de Jbeil a ouvert ses portes.

### Ingénieur et entrepreneur
Il se retire ensuite de la scène politique pour reprendre son activité d’ingénieur notamment au Qatar où il dirige une entreprise dont son groupe familial est actionnaire.
En 2018, il inaugure l'ouverture de l'Espace Candide dans la commune de Ferney-Voltaire (France), un centre commercial de 10 000 mètres carrés bruts dont la construction a coûté plus de 20 millions d'euros,. L'Espace Candide connait cependant des difficultés financières durant la période du COVID mais arrive a mettre en place un plan de restructuration en janvier 2022 et signe pour 1200 m2 avec le discounter hollandais Action.